# Château de Mauriac (Douzillac)
Pour les articles homonymes, voir Château de Mauriac.
Le château de Mauriac est un château français implanté sur la commune de Douzillac dans le département de la Dordogne, en région Nouvelle-Aquitaine.
Il fait l'objet d'une protection au titre des monuments historiques.

## Présentation

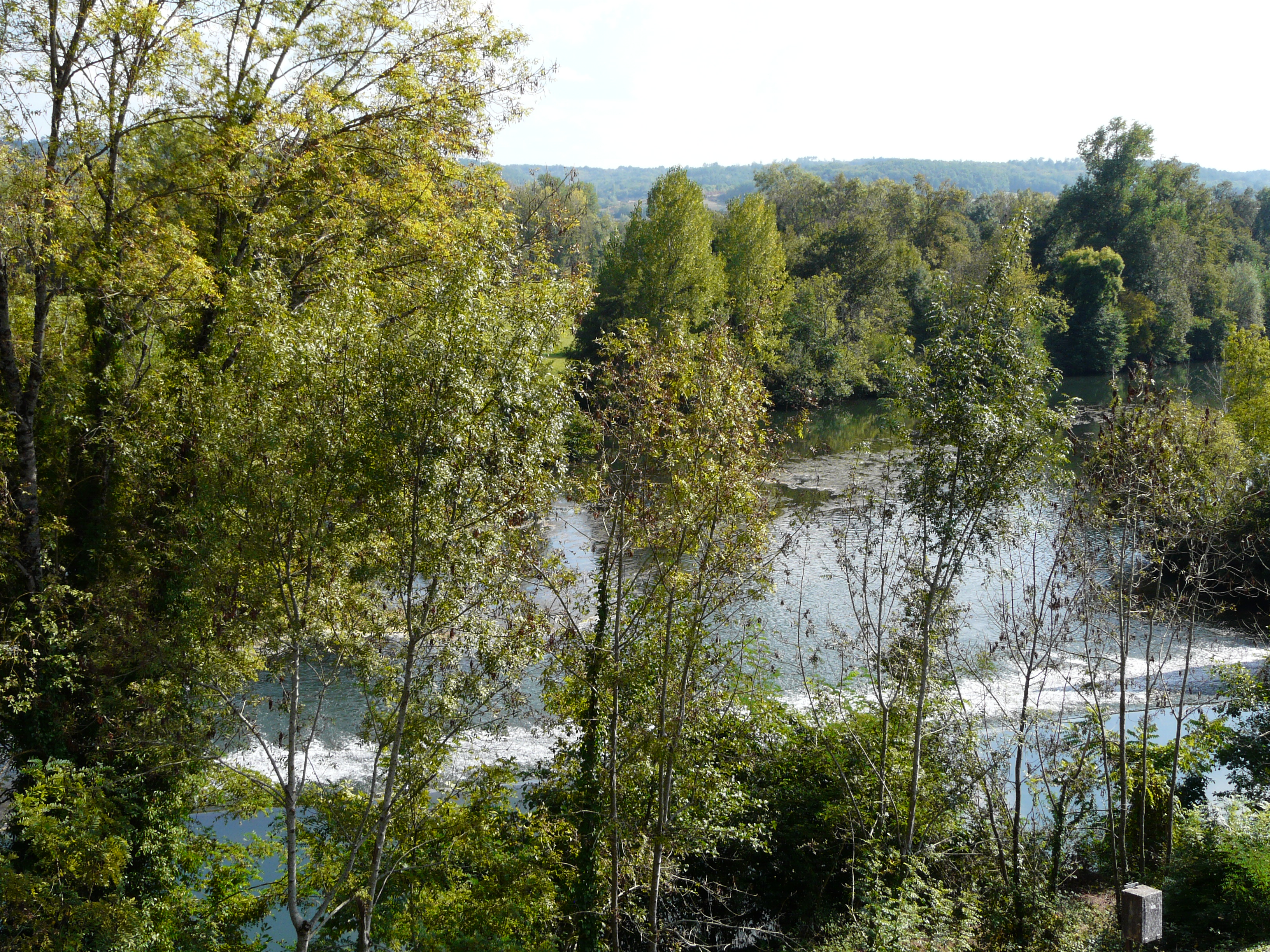
Vue sur l'Isle depuis la terrasse du château.

Le château de Mauriac se situe à l'ouest du département de la Dordogne, deux kilomètres à l'est-nord-est du bourg de Douzillac. Il surplombe la ligne de chemin de fer Coutras - Tulle et l'Isle, à l'aplomb du barrage de Mauriac qui, après avoir actionné un moulin a fourni son énergie à une manufacture de meubles transformée maintenant en une petite centrale hydro-électrique. C'est une propriété privée où est autorisée la visite des jardins et de la terrasse.
Le château est situé en bordure orientale d'un parc où demeurent deux tours d'angle au sud-ouest et au nord-ouest.
On accède au domaine par un châtelet d'entrée en partie détruit.
Le château se présente sous la forme d'un logis flanqué de deux grosses tours rondes, le tout armé de mâchicoulis, côtés est et sud.

## Historique
Le château actuel, bâti aux XVe et XVIe siècles, succède à un repaire médiéval, lui-même établi à l'emplacement d'une ancienne demeure gallo-romaine. De retour d'Italie, Montaigne fit halte au château en 1581.
Le château est inscrit au titre des monuments historiques le 12 octobre 1948 ; cette inscription est abrogée et remplacée par une inscription le 10 février 2016 de la totalité des bâtiments et du domaine.

## Galerie

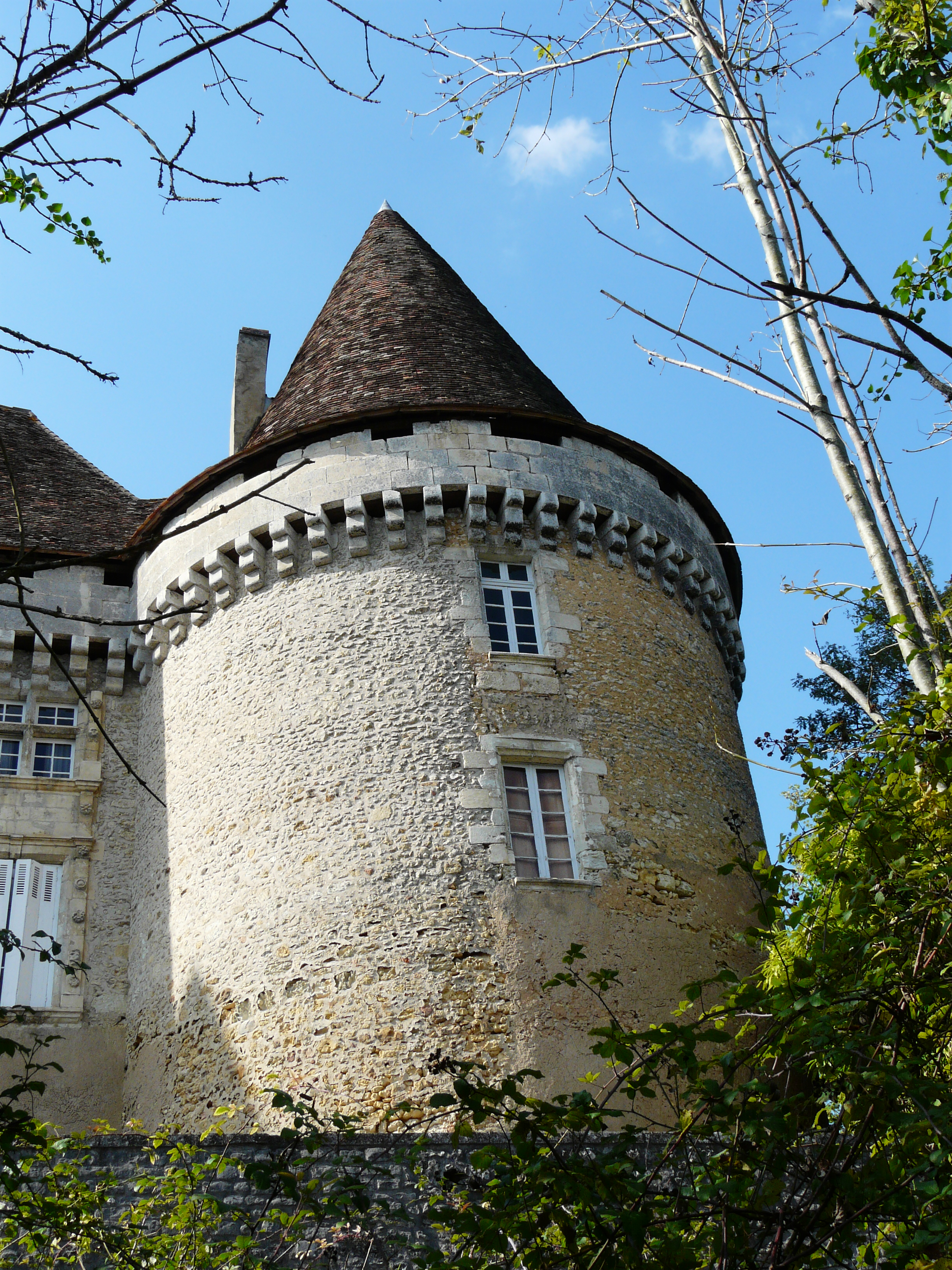
La tour nord-est.
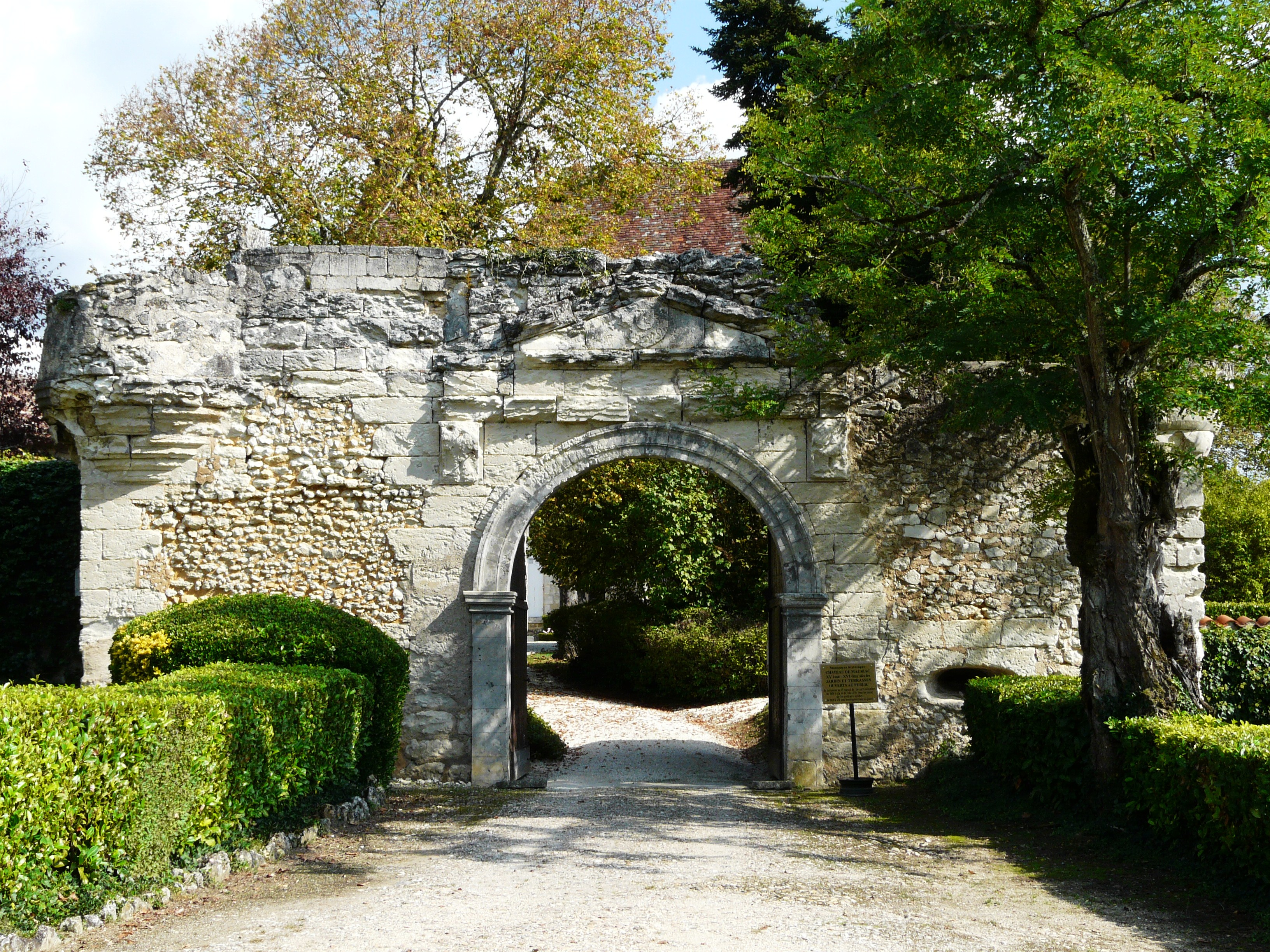
Le châtelet d'entrée.
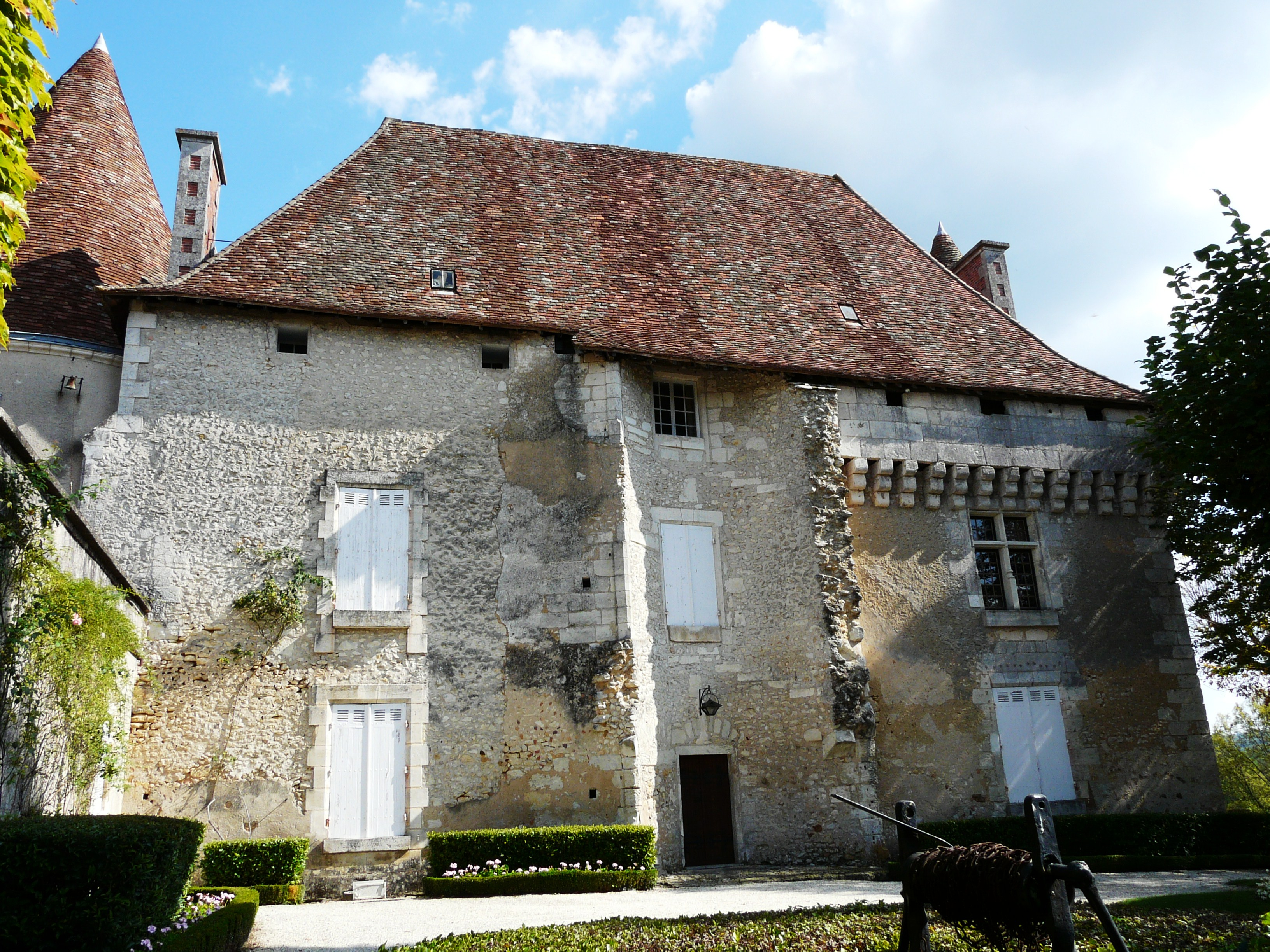
Le logis.
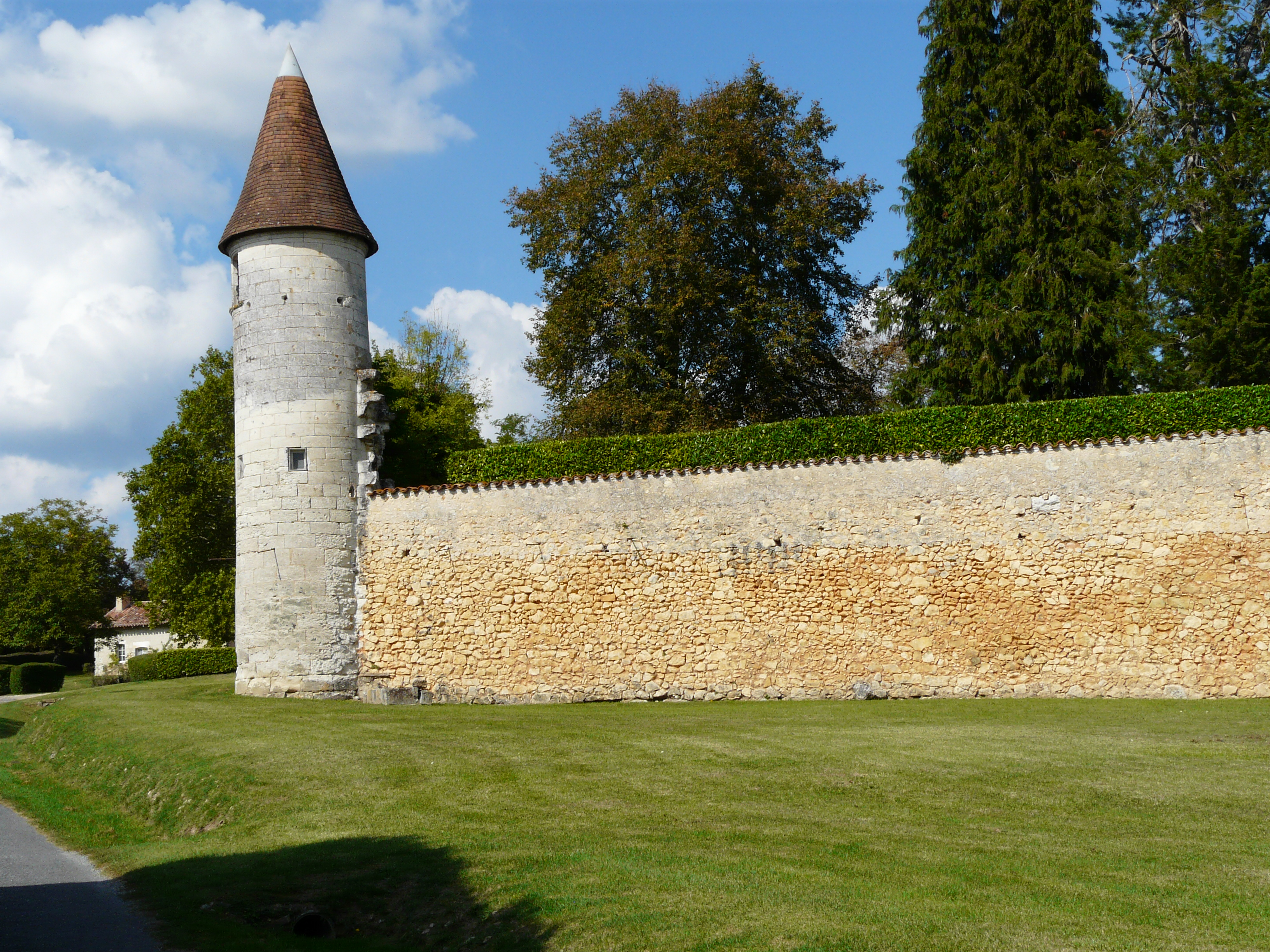
La tour d'angle sud-ouest.